# Balázsy Panna
Balázsy Panna (Budapest, 1967. január 30. –) magyar műsorvezető.

## Élete
Általános iskolába Budapesten, az újlipótvárosi Gárdonyi Géza Általános Iskolába járt, középiskolai tanulmányait a Madách Imre Gimnáziumban végezte. Érettségi bizonyítványát és egyetemi diplomáját az Amerikai Egyesült Államokban szerezte, utóbbit a George Mason Egyetemen spanyol–nemzetközi kapcsolatok szakon.
Gyermekkorában szerepelt az Iskolatévé több kisjátékfilmjében, majd szinkronszínészként tevékenykedett. 1984 és 1993 között az Amerikai Egyesült Államokban élt és tanult. Hazatérését követően két és fél évig az eredeti szakmájában dolgozott a Nemzetközi Migrációs Szervezetnél.[forrás?] Később a médiában dolgozott, többek között a Danubius Rádiónál és a Sláger FM-nél, az MTV Repeta című műsorában, a Top Tv-ben és a Tv3-ban, a Rádió Bridge-en és az RTL Klub Reggeli, Delelő és Stella moziklub című műsoraiban.
2009-től a Neo FM-nél vezetett műsorokat, a Neo portrét és egy családi magazint Csalamádé címmel.
Cukrász és bútor-szőnyegbecsüs képzettsége van. Évekig a Globalista Konyha társtulajdonosaként különleges vacsorákat szervezett külföldi séfekkel.
Rendkívül sikeres gyerekkönyvszerző: Szandra és a 3.b. - Csuromvíz (2015), Csupaszív (2015), Csillagfény (2016), Csakazértis (2016), Csobbanós (2017), Csúcsszuper (2017); Szandra és a csajok: Csini?! (2019), Cserediák (2019), Csendháborítás (2020), Csokiszuflé (2020), Családfa (2021), Csá! (2021); Ökobanda: Földindulás (2022), Nagy Levegőt! (2022) Szandra és az ovi: Kiscsoportos mesék (2023), Szandra és az ovi: Középső csoportos mesék (2024), Szandra és az ovi: Nagycsoportos mesék (2024) 
2022 őszén az ötvenes korosztálynak szóló podcast sorozatot indított Panna, csajok, satöbbi néven.
Két lánya született: Natasa (2003) és Liza (2007).